# Lead (South Dakota)
Lead is een plaats (city) in de Amerikaanse staat South Dakota, en valt bestuurlijk gezien onder Lawrence County.

## Demografie
Bij de volkstelling in 2000 werd het aantal inwoners vastgesteld op 3027.
In 2006 is het aantal inwoners door het United States Census Bureau geschat op 2860, een daling van 167 (-5,5%).

## Geografie
Volgens het United States Census Bureau beslaat de plaats een oppervlakte van
5,2 km², geheel bestaande uit land. Lead ligt op ongeveer 1705 m boven zeeniveau.

## Economie
Tussen 1877 en 2003 speelde de Homestake Mine (de grootste goudmijn van het westelijk halfrond) een belangrijke economische rol. Lead was oorspronkelijk ook gesticht als kamp voor de mijnbouwers van deze mijn.

## Plaatsen in de nabije omgeving
De onderstaande figuur toont nabijgelegen plaatsen in een straal van 20 km rond Lead.